# Sven Güldenpfennig
Sven Güldenpfennig (* 18. Oktober 1943 in Potsdam) ist ein deutscher Sportfunktionär und Sportwissenschaftler.

## Leben
Güldenpfennigs Familie zog nach dem Ende des Zweiten Weltkrieges nach Norddeutschland, er bestand 1963 in Reinbek sein Abitur und studierte dann an der Freien Universität Berlin Deutsch und Sport für das Lehramt. 1972 legte er das Erste Staatsexamen ab.
Als aktiver Leichtathlet betrieb Güldenpfennig für den OSC Berlin unter anderem Mehrkampf, unter anderem Bestzeiten von 11,4 Sekunden über die 100-Meter- sowie von 52,8 Sekunden über die 400-Meter-Strecke. Sein Rekord über die Marathondistanz liegt bei zwei Stunden und 58 Minuten. Später war er als ambitionierter Hobby-Radsportler unterwegs.
Auf hochschulpolitischer Ebene gehörte er der „Neuen Linken im Sport“ an und setzte sich für Reformen im Fach Leibeserziehung ein. Schon während des Studiums hatte er sich durch seine Mitarbeit an Sport im Spätkapitalismus eine Reputation als Vertreter dieser Richtung gemacht. Nach seinem Staatsexamen war er ab 1972 an der Technischen Universität Berlin als wissenschaftlicher Mitarbeiter tätig. Dort war er am Aufbau des Hochschulsports beteiligt. Im Jahr 1976 gehörte Güldenpfennig zu den Gründungsmitgliedern der Deutschen Vereinigung für Sportwissenschaft (DVS). 1977 wurde an der Universität Bremen seine Doktorarbeit zum Thema „Sport als Gegenstand gewerkschaftlicher Politik“ angenommen. 1988 schloss er an der Technischen Hochschule Darmstadt seine Habilitation ab, der Titel seiner Schrift lautete „Frieden. Herausforderungen an den Sport“, nachdem er zuvor in der Friedensbewegung für den Sport aktiv gewesen war. Bis 2017 war Güldenpfennig als Lehrstuhlvertreter, Gastprofessor und Hochschullehrer in den Fächern Sportphilosophie, Sportsoziologie, Sportpolitologie und Sportgeschichte mehreren Hochschulen tätig, darunter die Freie Universität Berlin, die Humboldt-Universität zu Berlin sowie an die Universitäten Bremen, Potsdam, Hamburg, Münster sowie die Deutsche Sporthochschule Köln.
Ende der 1970er sowie in den 1980er Jahren befasste er sich in seiner wissenschaftlichen Arbeit unter anderem mit dem Thema „Sport und Gewerkschaft“, der olympischen Bewegung, internationalen Sportbeziehungen, später auch Themen wie „Sportsoziologie als Kulturwissenschaft“, „der Sport der Gesellschaft“, Zusammenhänge zwischen Sport und Politik sowie „Vom Missbrauch des Sports“. Güldenpfennig war Herausgeber der Veröffentlichungsreihe „Sport als Kultur. Studien zum Sinn des Sports“, für den Verlag Pahl-Rugenstein die Reihe Sport-Arbeit-Gesellschaft und brachte insgesamt rund 40 Bücher heraus. Der WorldCat hat 93 Veröffentlichungen von ihm.
Von 1978 bis 1993 gehörte Güldenpfennig dem Vorstand des Allgemeinen Deutschen Hochschulsportverbandes (ADH) an und wurde später ADH-Ehrenmitglied. Er untersuchte unter anderem das Verhältnis von Hochschulsport und Sportwissenschaft. Zudem war er ehrenamtlich für die Deutsche Sportjugend sowie den Deutschen Sportbund tätig. Von 1997 bis 2002 war er Wissenschaftlicher Leiter des Deutschen Olympischen Institutes in Berlin. Seine Vorstellungen von den Olympischen Spielen waren jedoch nicht immer konsensfähig. Der WorldCat hat 105 Werke von/über ihn.
Neben seiner wissenschaftlichen Tätigkeit war Güldenpfennig in Pfaffenhofen an der Ilm vier Jahre lang Schulbegleiter für Schüler mit Behinderungen, im Alter von 74 Jahren trat er 2018 in Vohburg eine Stelle als Gymnasiallehrer im Fach Deutsch an.